# Lydia Becker

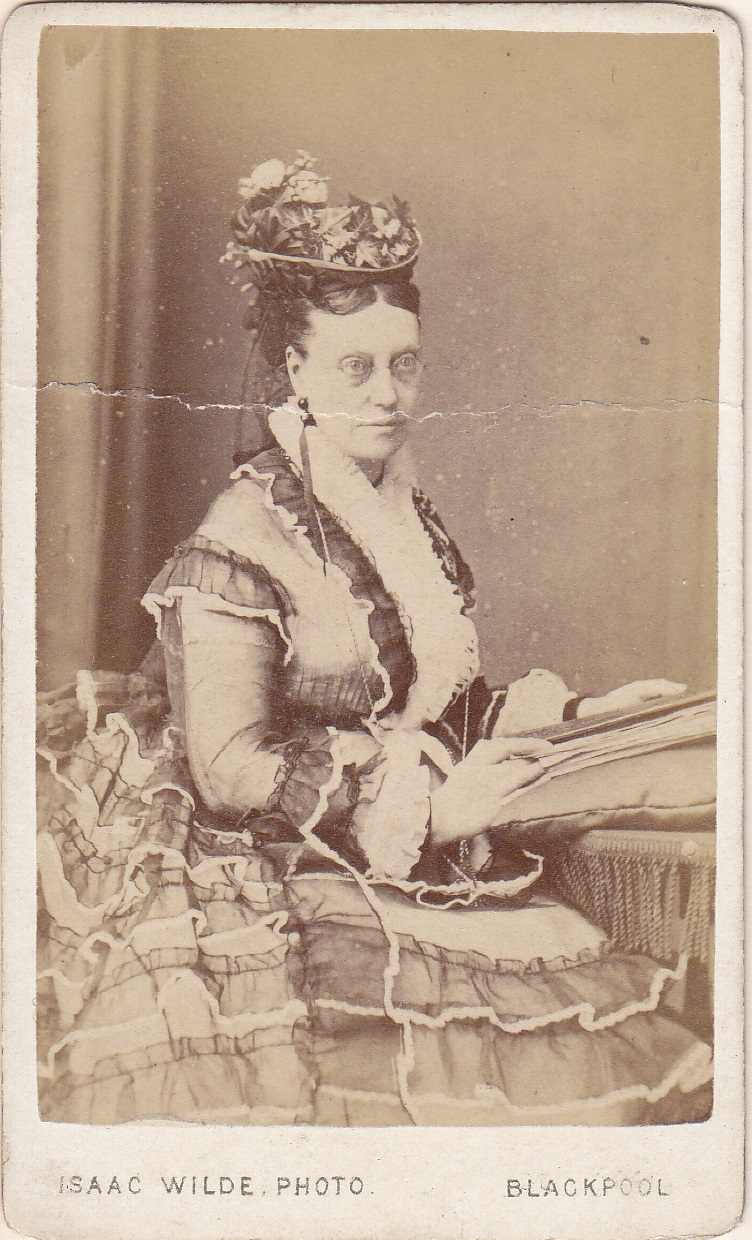
Lydia Becker, 1873
Fotografie von Isaac Wilde

Lydia Ernestine Becker (* 24. Februar 1827 in Manchester; † 18. Juli 1890 in Aix-les-Bains) war eine britische Frauenrechtlerin, Suffragette und Botanikerin. Sie gründete und verlegte das Women’s Suffrage Journal. Für ihre botanische Tätigkeit wurde ihr 1865 die Goldmedaille der Royal Horticultural Society zuerkannt.

## Leben

### Botanik und Wissenschaft
Bis zum Jahr 1866 gehörte das Hauptinteresse der von einem deutschen Großvater abstammenden Lydia Becker der Botanik und der Astronomie. Becker, die nicht an einen biologisch basierten Unterschied zwischen dem männlichen und weiblichen Intellekt glaubte, war auch gegen eine Unterrichtsform, die Bildungsunterschiede zwischen Mädchen und Jungen machte. Selbst hatte sie nur eine minimale Ausbildung im Elternhaus erhalten, interessierte sich jedoch sehr für Biologie und Astronomie. Sie war seit 1864 Mitglied der British Association for the Advancement of Science, korrespondierte mit Charles Darwin und veröffentlichte auch einige botanische Bücher. Sie setzte sich ausdrücklich für die Ausbildung von Frauen in den Naturwissenschaften ein.

### Frauenwahlrecht und Gründung eines wichtigen Journals

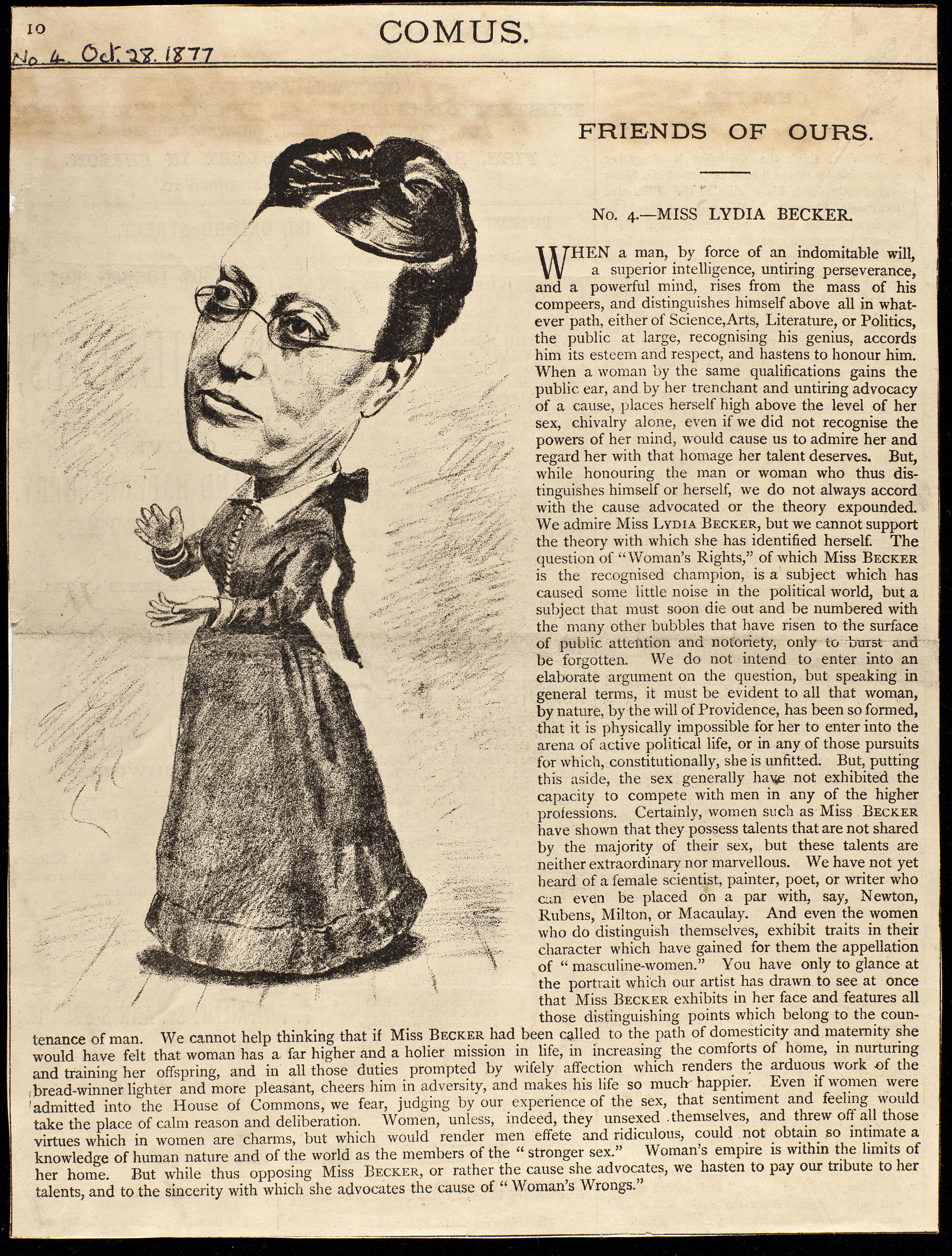
Ein typischer Kommentar zum Frauenwahlrecht im Jahr 1877, Comus Journal

Im Herbst 1866 besuchte Lydia Becker ein Treffen der „National Association for the Advancement of Social Science,“ bei dem ihre Aufmerksamkeit auf einen Beitrag von Barbara Bodichon (1827–1891) mit dem Titel Reasons for the Enfranchisement of Women (Gründe für die Verleihung des Stimmrechts an Frauen) fiel. Sie beschloss, sich für das Thema zu engagieren und berief im Januar 1867 das erste Treffen des Komitees „Manchester National Society for Women’s Suffrage“ ein. Es war eine der allerersten Zusammenkünfte dieser Art in England.
1870 gründete Lydia Becker zusammen mit Jessie Boucherett das Women’s Suffrage Journal, welches im 19. Jahrhundert zur populärsten Publikation in Bezug auf das Frauenstimmrecht in England, wurde. Das Blatt publizierte Texte und Korrespondenz sowohl von Befürwortern als auch von Gegnern des Stimmrechts und benannte Parlamentsmitglieder, die sich gegen das Stimmrecht ausgesprochen hatten.

### An der Spitze der Frauenwahlrechtsbewegung
Becker organisierte auch öffentliche Auftritte für sich und andere Frauen, die sich für das Frauenstimmrecht einsetzten. 1868 hatte sie als erste Frau in England eine öffentliche Rede zum Thema gehalten. Im Jahr 1874, bei einem dieser Auftritte in Manchester, erlebte die damals 15-jährige Emmeline Pankhurst das erste Mal eine öffentliche Zusammenkunft von Suffragisten, die sie tief beeindruckte. 1887 wurde Lydia Becker zur Präsidentin der National Union of Women’s Suffrage Societies (NUWSS) gewählt. Sie setzte sich, anders als viele der frühen Frauenrechtlerinnen, besonders für ein Stimmrecht für unverheiratete Frauen und Witwen ein. Diese Einstellung machte sie zur Zielscheibe von spöttischen Zeitungskommentaren und Karikaturen.
Im Jahr 1890 erkrankte Lydia Becker bei einem Besuch in Aix-les-Bains an Diphtherie und starb. Das Women’s Suffrage Journal wurde daraufhin, nach 20-jährigem Erscheinen, eingestellt.
Erst im Jahr 1928 erlangten Frauen in Großbritannien das gleiche Wahlrecht wie Männer.

## Wissenschaftliches Wirken

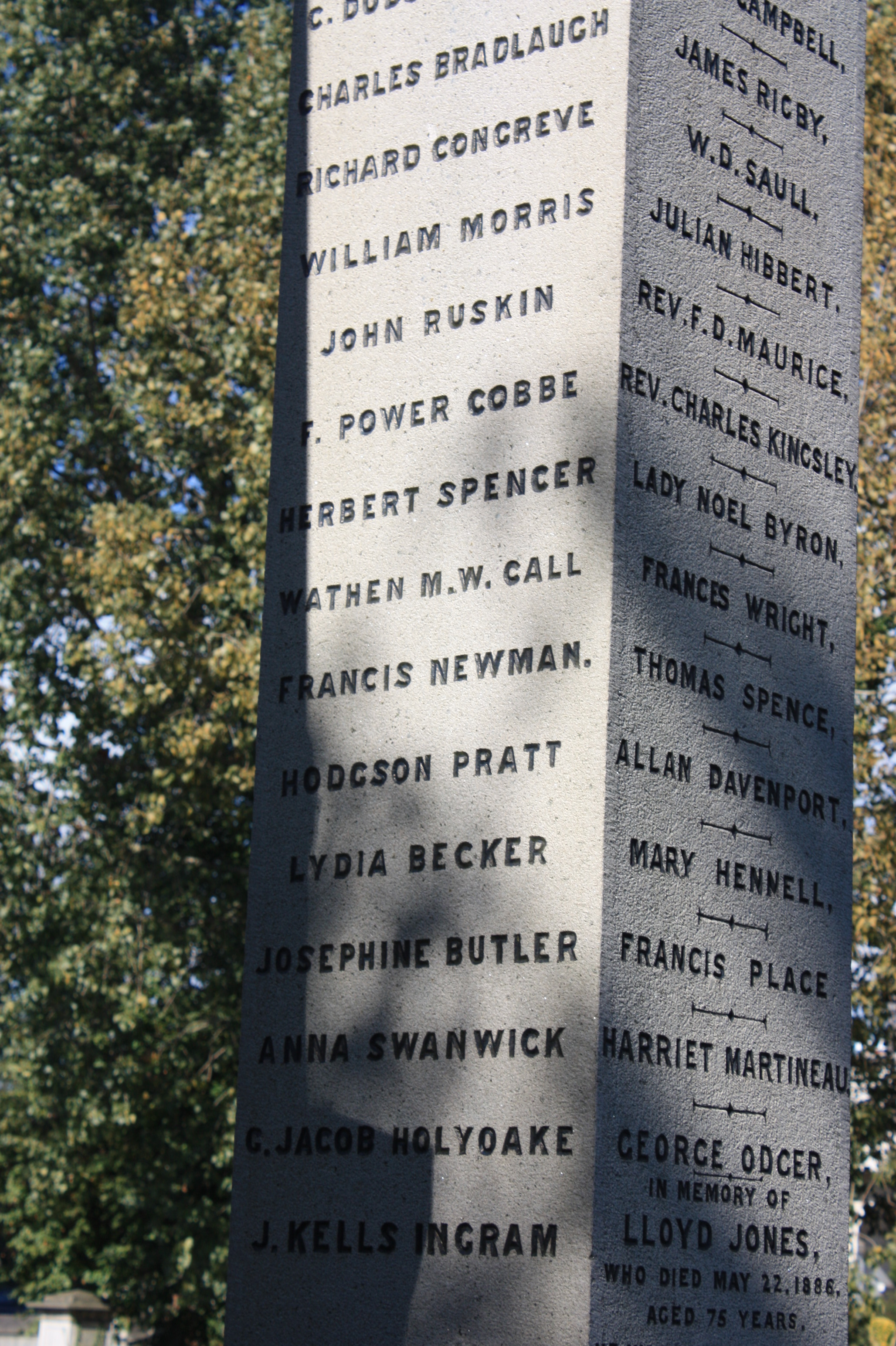
Name von Lydia Becker auf dem unteren Teil des „Reformer-Denkmals“ im Kensal Green Cemetery

Ihr Interesse für Naturwissenschaften wird auf ihren deutschen Großvater zurückgeführt, der in naturkundlichen Fragestellungen als sehr bewandert galt und sich geschäftlich bedingt in Manchester niederließ. Lydia Becker hielt Unterrichtsstunden in Botanik und veröffentlichte in diesem Zusammenhang 1864 den Band Botany for Novices. Im Jahr 1869 trug sie vor der British Association einen Fachbeitrag zur Flechte Lychnis Diurna vor. Sie ging hier auf strukturelle Veränderungen der Flechte im Zusammenspiel mit einem Pilz ein. In Fachzeitschriften, wie dem Journal of Botany wurden Ergebnisse ihrer botanischen Forschung veröffentlicht. Die Royal Horticultural Society würdigte ihr Wirken 1865 mit einer Goldmedaille.

## Ehrungen nach dem Tode
- Eine Buchkollektion von Frauen, mit Büchern aus Helen Blackburns Sammlung, von ihren Freundinnen und von Quellen aus zweiter Hand, wurden in zwei Bücherregalen mit Gemälden von Becker und Caroline Ashurst Biggs zusammengestellt, die Vorsitzende des „Central Committee“ der National Society for Women’s Suffrage vor Blackburn waren. Diese Bücherregale wurden an das Girton College übergeben und sind noch vorhanden.[4]
- Beckers Name ist auf der Südfassade des „Reformers Memorial“ im Kensal Green Cemetery in London aufgelistet. Ihr Name steht auch auf dem Grabstein ihres Vaters (Hannibal Becker) im Kirchhof der Pfarrkirche von St. James, Altham und Lancashire.
- Beckers Name und Bild, zusammen mit jenen von 58 anderen Unterstützern des Frauenwahlrechts, sind auf dem Sockel der Millicent-Fawcett-Statue auf dem Parliament Square in London eingraviert, die Ende 2018 eingeweiht wurde.[5]

## Schriften
- 1864: Botany for Novices: A Short Outline of the Natural System of Classification of Plants
- 1867: Female Suffrage in: The Contemporary Review
- 1868: Is there any Specific Distinction between Male and Female Intellect? in: Englishwoman's Review of Social and Industrial Questions
- 1869: On the Study of Science by Women in: The Contemporary Review
- 1869: Woman Suffrage
- 1872: The Political Disabilities of Women in: The Westminster Review
- 1874: Liberty, Equality, Fraternity: A Reply to Mr. Fitzjames Stephen’s Strictures on Mr. J.S. Mill's Subjection of Women
- 1889: A reply to the protest which appeared in the ′Nineteenth century review′
- 1897: Words of a Leader